# John Frederick Byrne
Pour les articles homonymes, voir Byrne.
John Frederick Byrne, né à Manchester (Angleterre), le 1er février 1961, est un footballeur irlandais des années 1980.

## Biographie
En tant qu'attaquant, John Frederick Byrne est international irlandais à 23 reprises (1985-1993) pour 4 buts. Sa première sélection est honorée contre l'Italie, le 5 février 1985, match qui se solde par une défaite (1-2). 
Il fait partie des joueurs appelés pour l'Euro 1988 et pour la Coupe du monde 1990 mais il ne joue aucun match dans ces deux compétitions. Il inscrit deux buts contre la Turquie, en éliminatoires du Championnat d'Europe de football 1992, ce qui constitue son meilleur match en sélection.
Sa dernière sélection est honorée en 1993, contre le Pays de Galles, qui se solde par une victoire (2-1).
Bien qu'il soit irlandais, il ne joue dans aucun club irlandais. Il évolue dans différents clubs anglais (York City, Queens Park Rangers, Brighton and Hove, Sunderland AFC, Millwall FC et Oxford United) et a une expérience en France, au Havre. Il remporte une Division 4 anglaise en 1984 avec le club de York.

## Clubs
- 1979-1984 :  York City
- 1984-1988 :  Queens Park Rangers
- 1988-1990 :  Le Havre AC
- 1990-1991 :  Brighton & Hove Albion
- 1991-1992 :  Sunderland AFC
- 1992-1993 :  Millwall FC
- 1993 : →  Brighton & Hove Albion (prêt)
- 1993-1995 :  Oxford United
- 1995-1996 :  Brighton & Hove Albion
- 2001 :  Whitehawk FC

## Palmarès
- Championnat d'Angleterre de D4 :
  - Champion : 1984
- Coupe de la Ligue :
  - Finaliste : 1986
- Coupe d'Angleterre :
  - Finaliste : 1992

## Sources
- (en) Stephen McGarrigle, The Complete who's who of Irish international football : 1945-1996, Edimbourg, Mainstream Publishing, octobre 1996, 29-31 p. (ISBN 1-85158-894-9), p. 16